# 9690 Houtgast
9690 Houtgast (6039 P-L) là một tiểu hành tinh vành đai chính.